# 东区街道 (黄埔区)
东区街道是中国广东省广州市黃埔区下辖的一个街道。辖区总面积48平方公里，总人口3.2万人。2018年6月予以撤消。

## 行政区划
东区街道下辖7个社区：笔岗社区、刘村社区、火村社区、东区社区、新东社区、中海誉东社区、东荟城社区。